# Leucanitis aksuensis
Leucanitis aksuensis là một loài bướm đêm trong họ Noctuidae.